# Globenmuseum
Das Globenmuseum im Palais Mollard ist Teil der Österreichischen Nationalbibliothek in Wien. Es ist weltweit das einzige öffentliche Museum für Globen.

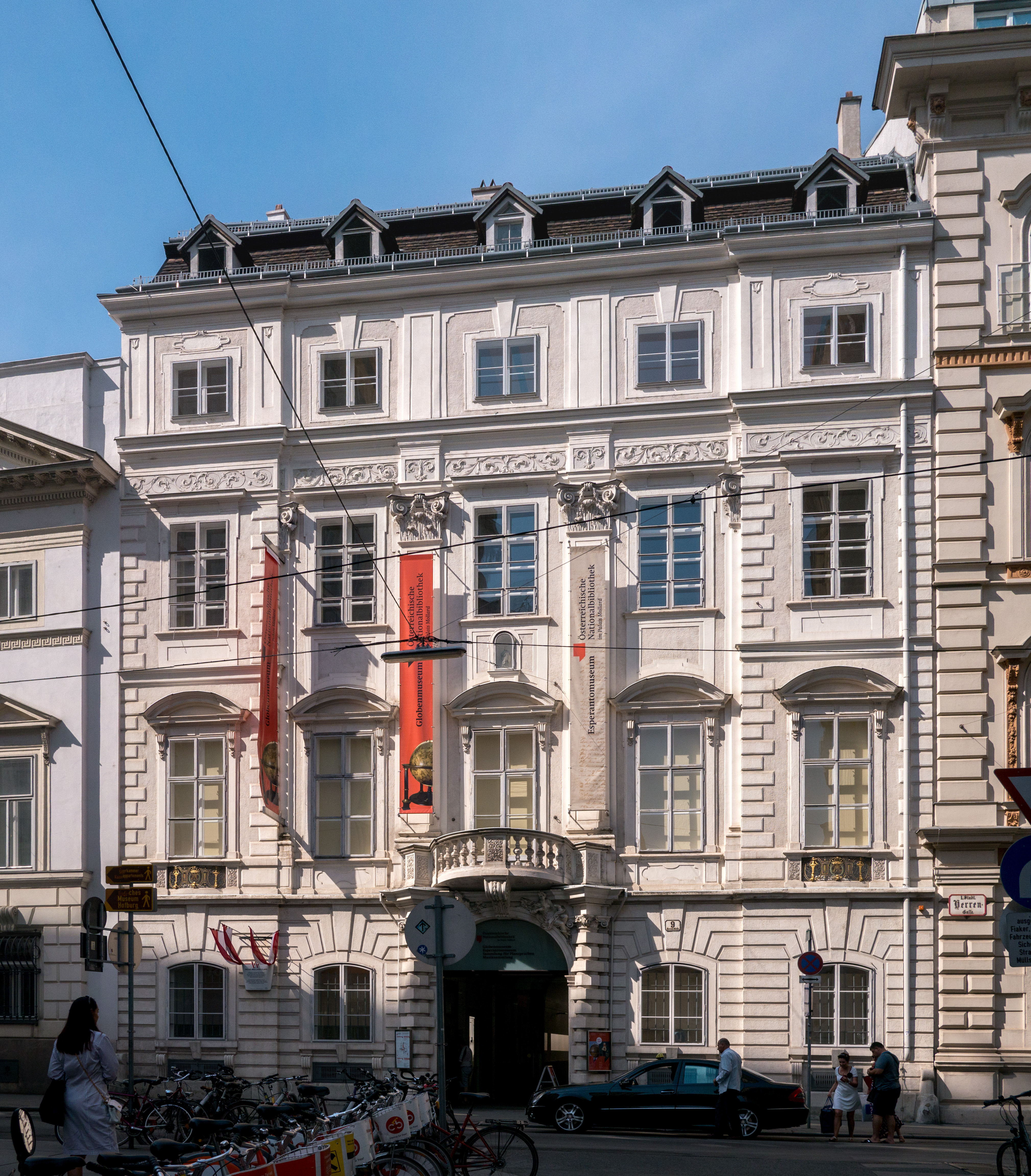
Palais Mollard, Standort des Globenmuseums

## Geschichte
Die Globensammlung der Wiener Hofbibliothek, des Vorläufers der Nationalbibliothek, bestand bereits im 19. Jahrhundert. Im Jahr 1956 wurde das Museum aus diesen Beständen und der Sammlung des Privatgelehrten, Kartographen und Globenspezialisten Robert Haardt und der Internationalen Coronelli-Gesellschaft für Globenkunde mit 63 Exponaten eröffnet. Standort war der Augustinertrakt der Wiener Hofburg am Josefsplatz, als Teil der Kartensammlung der Nationalbibliothek. 1970 und 1986 erhielt das Museum neue Räume innerhalb desselben Trakts. Seit Ende 2005 ist das Globenmuseum, gemeinsam mit dem Esperantomuseum im Palais Mollard-Clary in der Herrengasse untergebracht. Seit 2003 besitzt das Museum auch das Museumsgütesiegel.

## Sammlung

Die meisten der mehr als 600 Erd- und Himmelsgloben des Bestandes, 200 davon werden ständig präsentiert, stammen aus der Zeit vor 1850. Das älteste Objekt ist der Erdglobus von Gemma R. Frisius (um 1536), ein Glanzpunkt der Sammlung sind die Globen von Vincenzo Coronelli (110 cm Durchmesser) und ein Globenpaar von Gerhard Mercator von 1541 und 1551. Weitere Sammlungsobjekte sind Armillarsphären, Mondgloben, Planetengloben und Instrumente, in denen Globen einen Bestandteil bilden wie Planetarien, Tellurien und Lunarien. Das Globenmuseum „ist die einzige Institution, in der Globen sowie den Globen verwandte Instrumente erworben, erforscht und der Öffentlichkeit präsentiert werden“.